# Ophiothamnus dupla
Ophiothamnus dupla är en ormstjärneart som beskrevs av Tommasi 1976. Ophiothamnus dupla ingår i släktet Ophiothamnus och familjen knotterormstjärnor. Inga underarter finns listade i Catalogue of Life.